# Chiesa di San Pietro (Grono)
La chiesa parrocchiale di San Pietro è un edificio religioso che si trova a Verdabbio, frazione di Grono nel Cantone dei Grigioni.

## Storia
La costruzione viene citata per la prima volta in documenti storici risalenti al 1219. Nel XV secolo venne ristrutturata e nel 1497 venne nuovamente consacrata proprio in seguito a questa ristrutturazione. Nel 1632 venne aggiunto il coro, nel 1668 venne rifatta la navata.

## Descrizione
La chiesa si presenta con una pianta ad unica navata, sovrastata da un soffitto in legno. Il coro ha una copertura a crociera ed in esso sono presenti affreschi di Bartolomeo Rusca.